# Nordteil Haselbacher Teiche
Nordteil Haselbacher Teiche este o arie protejată (arie specială de conservare — SAC, sit de importanță comunitară — SCI) din Germania întinsă pe o suprafață de 40 ha, integral pe uscat.

## Localizare
Centrul sitului Nordteil Haselbacher Teiche este situat la coordonatele 51°04′42″N 12°26′28″E / 51.0783°N 12.4411°E.

## Înființare
Situl Nordteil Haselbacher Teiche a fost declarat sit de importanță comunitară în iunie 2002 pentru a proteja 4 specii de animale. Situl a fost protejat și ca arie specială de conservare în aprilie 2011.

## Biodiversitate
Situată în ecoregiunea continentală, aria protejată conține 4 habitate naturale: Lacuri eutrofice naturale cu vegetație de tip Magnopotamion sau Hydrocharition, Fânețe de joasă altitudine (Alopecurus pratensis, Sanguisorba officinalis), Păduri de stejar sau de stejar și carpen sub-atlantice și medio-europene de Carpinion betuli, Păduri aluvionare cu Alnus glutinosa și Fraxinus excelsior (Alno-Padion, Alnion incanae, Salicion albae).
La baza desemnării sitului se află mai multe specii protejate:
- amfibieni (1): triton cu creastă (Triturus cristatus)
- mamifere (3): liliac cârn (Barbastella barbastellus), vidră de râu (Lutra lutra), liliac comun (Myotis myotis)